# Ekonomska fakulteta v Osijeku
Ekonomska fakulteta (izvirno hrvaško Ekonomski fakultet u Osijeku), s sedežem v Osijeku, je fakulteta, ki je članica Univerze v Osijeku.